# اریک ویلیامز
اریک ویلیامز (انگلیسی: Eric Williams; ۲۵ سپتامبر ۱۹۱۱ – ۲۹ مارس ۱۹۸۱) تاریخ‌نگار، و سیاستمدار اهل ترینیداد و توباگو بود. وی از ۳۱ اوت ۱۹۶۲ تا ۲۹ مارس ۱۹۸۱ به عنوان اولین نخست‌وزیر این کشور فعالیت نمود.
اریک ویلیامز در ۲۹ مارس ۱۹۸۱، در سن ۶۹ سالگی درگذشت.